# Rampe à vide

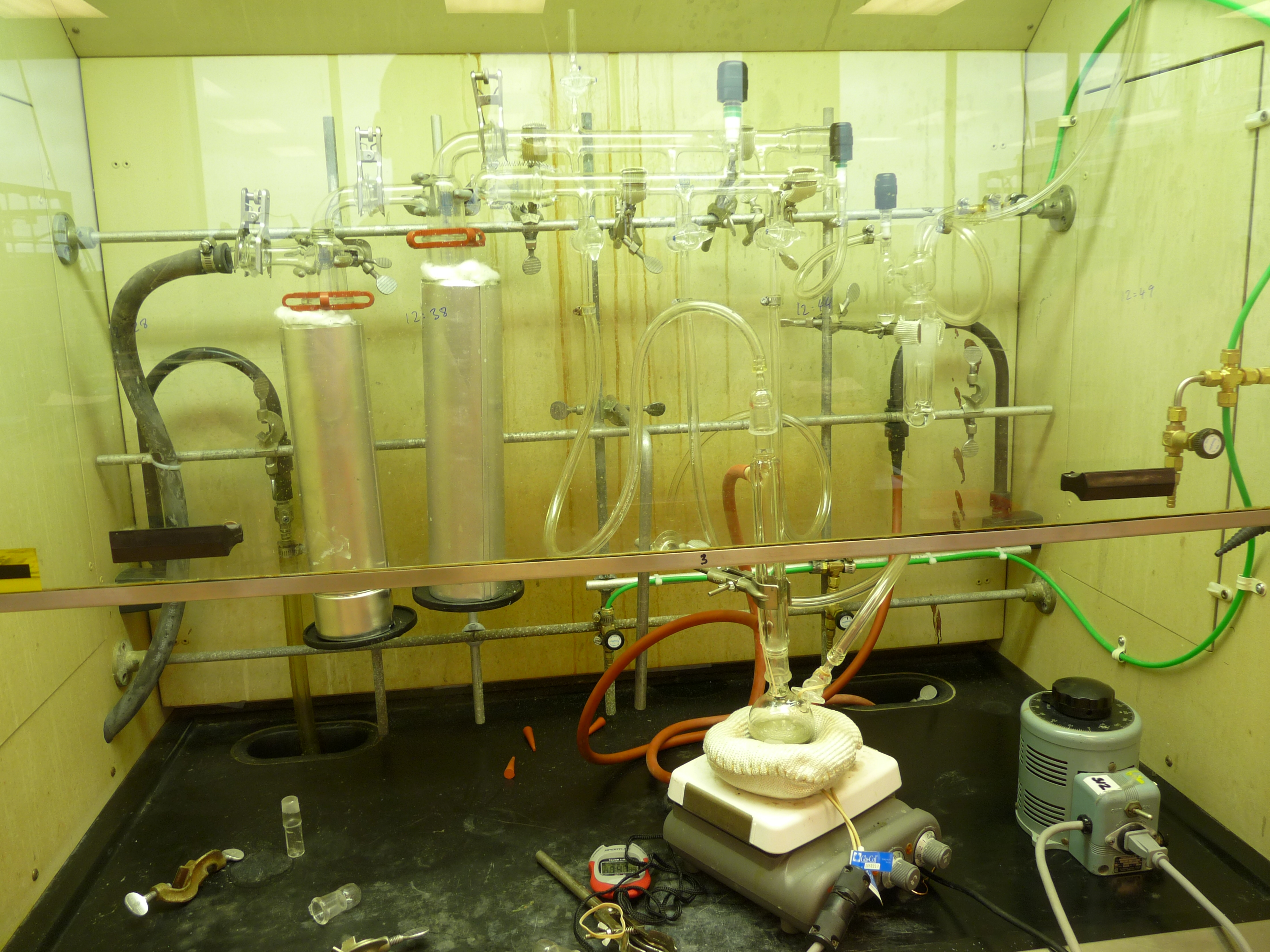
Une rampe à vide

La rampe à vide est un appareil inventé par Wilhelm Schlenk afin de manipuler et de synthétiser des échantillons sensibles à l'air,. Cet appareil comprend une double tubulure - une pour le vide et une pour le gaz inerte. Le vide est créé par une pompe mécanique. Un piège à froid contenant par exemple de l'azote liquide est placé entre cette pompe et la partie principale de la rampe à vide. Ce piège sert à recueillir la plupart des gaz et des liquides qui s'évaporent au cours de l'expérience, afin d'empêcher des composés organiques ou corrosifs d'endommager la pompe mécanique. L'azote liquide, dont le point d'ébullition est de -196 °C, sert à condenser les gaz ou les vapeurs qui traversent le piège. Cela est à l'origine de l'un des principaux dangers des rampes à vide : l'oxygène aussi se condense à cette température.  L'oxygène liquide peut facilement exploser, et il faut l'éviter à tout prix,.

## Conseils pratiques
Voici les règles à respecter lorsque l'on utilise une rampe à vide :
1. Toujours porter des lunettes de protection et un sarrau lorsque l'on travaille à proximité d'une rampe à vide.  Un coup sec donné par inadvertance sur la rampe à vide peut la faire imploser, et des morceaux tranchants de verre peuvent être projetés dans toutes les directions.
2. Ne jamais mettre une pièce de verrerie ouverte, par exemple une éprouvette, un bécher ou un piège, dans l'azote liquide.  L'air à l'intérieur de la pièce de verrerie contient de l'oxygène, qui se liquéfierait au bout d'un certain temps.
3. Ne jamais utiliser une rampe à vide sans refroidir le piège dans de l'azote liquide.
4. Toujours veiller à mettre en marche la pompe à vide avant de faire monter le niveau d'azote liquide dans le vase de Dewar qui entoure le piège, à arrêter la pompe à vide et à abaisser le niveau d'azote liquide dans le vase de Dewar avant de rétablir la pression normale.
5. Graisser correctement tous les raccords de verre dépoli et les nettoyer avec du dichlorométhane.  Effectuer ces opérations chaque fois que l'on utilise une pièce de verrerie Schlenk (c'est-à-dire une pièce de verrerie munie d'un tube de dérivation qui permet de la relier à la tubulure en Tygon).